# Peter Meinhardt

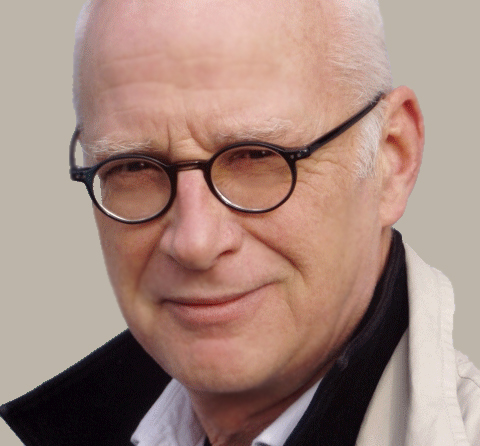
Peter Meinhardt (2008)

Peter Meinhardt (* 1942 in Wetzlar) ist ein deutscher Schauspieler, Regisseur und Schauspiellehrer.

## Leben
Meinhardt wuchs in Wiesbaden auf. Am Hessischen Staatstheater  hatte er als Mitglied des Kinderchores der Oper früh Kontakt mit der Bühne.
Von 1962 bis 1965 studierte er Germanistik, Romanistik und Psychologie in Frankfurt und war Mitglied des Studententheaters 'neue bühne' der Johann-Wolfgang-Goethe-Universität. Von 1965 bis 1968 folgte ein Schauspielstudium an der Westfälischen Schauspielschule Bochum. 1968 erhielt Meinhardt sein erstes Engagement am Schauspielhaus Bochum unter Hans Schalla.
1970 ging er als Schauspieler und Hausregisseur ans Theater Bonn unter Hans-Joachim Heyse. Er erhielt einen Lehrauftrag (Kinder- und Jugendtheater) an der Universität Bonn.
1974 erfolgte der Ruf als Dozent an die Hochschule für Musik, Theater und Medien Hannover im Studiengang Schauspiel. 1982 wurde er zum Professor ernannt, neben seiner Lehrtätigkeit blieb er durch Gastverträge der Praxis verbunden.
Meinhardt war Lehrer einer Reihe prominenter Schauspieler, unter anderem Ulrike Folkerts, Matthias Brandt, Katja Riemann, Birol Ünel, Katharina Schüttler, Susanne Wolff, Sabine Haupt, Markus Hering, Andreas Hoppe.
Er gilt als einer der „Zeitzeugen, die entscheidenden Einfluss auf die staatliche Schauspielausbildung in Deutschland […] hatten.“ Seit der Emeritierung 2005 ist er als Sprecher, Schauspieler (TV/Film/Bühne) und Coach tätig.
2015 wurde Meinhardt in die Deutsche Akademie der Darstellenden Künste aufgenommen.

## Werke
- Schauspielschule? Da will ich hin! – Tipps für Unbelehrbare. boernermedia, München 2022, ISBN 978-3-942498-87-6.
- Die große Duse – Lesebühne für 3 Personen (Eigenverlag)